# Вешшеленьи, Миклош
Миклош Вешшеленьи (венг. Wesselényi Miklós; 1796—1850) — барон, венгерский политический деятель.

## Биография
Славился унаследованной от отца физической силой и успехами в разных видах спорта. Политическую деятельность начал в 1818 году в Трансильвании. В 1821—1822 годах совершил турне по Европе в компании своего товарища графа Иштвана Сеченьи.
Заседал с 1832 года в Венгерском государственном собрании и был, наряду с писателем Ференцем Кёльчеи, вожаком либеральной дворянской оппозиции в этом сейме. В 1833 году издал книгу «Предрассудки», излагающую требования реформ, с которыми он выступал с 1831 года, включая ликвидацию крепостничества (освобождение крепостных крестьян от феодальных повинностей за выкуп) и унию Трансильвании и Королевства Венгрия. 
За его деятельность габсбургское правительство его неоднократно преследовало, и против него был возбужден большой процесс по обвинению в государственной измене, на котором его защитником выступал Кёльчеи. Во время судебного процесса, когда в 1838 году случилось наводнение в Пеште, Вешшеленьи собственноручно спасал людей, за что его прозвали árvízi hajós (лодочник паводка). По приговору суда получил три года тюрьмы. Ослепший в тюрьме, он был переведён из замка Буды в силезский санаторий Фрайвальдау (Есеник) и освобождён в 1843 году. Стал заместителем ишпана комитата Колож.
Он принадлежал к партии Лайоша Кошута и участвовал в политической борьбе венгерского сейма, но оставил его, когда вспыхнула революция 1848 года, примкнув к соглашательской «Партии мира».
Написал несколько политических брошюр, из которых известны: «Balitéletek» («Предрассудки», Бухарест, 1833) и «Szozat a magyar is szlàv nemzetiség ügyében» («Воззвание к мадьярской и славянской нации», Лейпциг, 1843). Член Венгерской академии наук с 1830 года.